# Der König der Löwen (2019)
Der König der Löwen (Originaltitel The Lion King) ist ein computeranimierter US-amerikanischer Kinofilm von Jon Favreau, produziert von ihm selbst, Karen Gilchrist und Jeffrey Silver. Das Drehbuch schrieb Jeff Nathanson.
Es ist eine handlungsmäßig fast unveränderte, doch durch fotorealistische Animation wie ein Realfilm wirkende Neuverfilmung des Zeichentrickfilms Der König der Löwen aus dem Jahr 1994. Die Sprechrollen der Originalversion sind unter anderem mit Donald Glover, Seth Rogen, Chiwetel Ejiofor, Alfre Woodard, Billy Eichner, John Kani, John Oliver, Beyoncé und James Earl Jones besetzt. Das Bild entstand vollständig im Computer. Der Film kam am 17. Juli 2019 in die deutschen und zwei Tage später in die US-Kinos.

## Handlung
Das „Geweihte Land“, ein blühendes, wildreiches Tal in Afrika, wird vom Löwen Mufasa regiert. Am Anfang des Films wird dessen neugeborener Sohn Simba auf dem Königsfelsen vom Schamanen Rafiki, einem Mandrill, den anderen Tieren präsentiert, die ihn bejubeln. Doch Mufasas Bruder Scar sieht durch die Geburt Simbas seine Zukunft zerschlagen, da er ohne diesen seinem Bruder auf den Thron gefolgt wäre.
Mufasa regiert weise und gerecht und erklärt seinem lebenslustigen Sohn den ewigen Kreis des Lebens: Demnach fressen zwar die Raubtiere ihre Beutetiere, werden jedoch nach ihrem Tod selbst zu Gras, welches den Beutetieren als Nahrung dient. Somit sind alle eins im Kreis des Lebens, und ein weiser Herrscher müsse daher alle Lebewesen respektieren. Er sieht seine Aufgabe darin, das Geweihte Land zu beschützen, nicht es auszubeuten.
Um Simba unauffällig zu beseitigen, erzählt ihm Scar scheinbar aus Versehen von einem Elefantenfriedhof, womit er Simbas Neugier weckt. Zusammen mit seiner Freundin Nala entkommt Simba ihrem Aufpasser Zazu, einem Nashornvogel und Hofmeister des Königs. Sie verlassen dabei das Geweihte Land gegen Mufasas Verbot und finden den Elefantenfriedhof, werden jedoch dort von einer Hyänenbande unter Leitung von Shenzi angegriffen und im letzten Moment von Mufasa gerettet, der von Zazu alarmiert wurde. Scar verbündet sich darauf mit den Hyänen, um Mufasa zu stürzen, und verspricht ihnen ewige Nahrung im Geweihten Land. Dann führt er Simba in eine Schlucht und sagt ihm, hier könne er sein persönliches Gebrüll entdecken, alle Löwen würden das so machen. Simba lässt sich darauf ein, wird jedoch kurz darauf von einer fliehenden Herde Gnus, die von den Hyänen in Angst versetzt wurde, fast zertrampelt. Er kann sich auf einen toten Baum retten. Scar informiert Mufasa, der zur Rettung eilt und sich dabei selbst in Gefahr bringt. Als Simba in Sicherheit ist, wird Mufasa von der Herde mitgerissen, kann jedoch die steile Felswand ersteigen. An der oberen Kante erwartet ihn Scar, stößt ihn hinunter und tötet ihn damit. Simba sieht Mufasa fallen und betrauert ihn. Scar gibt ihm die Schuld am Tod seines Vaters, rät ihm, wegzulaufen, und hetzt dann die Hyänen auf ihn. Simba entkommt knapp und verlässt das Geweihte Land, überzeugt, von seiner Familie verstoßen zu sein.
Scar stellt den Löwinnen das Geschehen so dar, dass er zu spät in die Schlucht gekommen sei, um die beiden noch zu retten. Dann besteigt er den Thron, der ihm nun rechtmäßig zusteht, und lässt die Hyänen als seine Verbündeten im Geweihten Land nach Herzenslust jagen.
Simba gerät auf seiner Flucht in eine Sandwüste, wo er erschöpft zusammenbricht und von zwei gut gelaunten Gesellen, dem Erdmännchen Timon und dem Warzenschwein Pumbaa, davor bewahrt wird, von Geiern zerrissen zu werden. Timon und Pumbaa leben sorglos nach ihren eigenen Regeln in einer Oase mit zahlreichen Freunden, nehmen Simba bei sich auf und bringen ihm ihre Lebensphilosophie Hakuna Matata bei, „mach dir keine Sorgen“. Dort wächst Simba zu einem prächtigen Löwen heran, der sein Leben voll und ganz genießt. Timon und Pumbaa erklären ihm, dass sie vom „ewigen Kreis“ nichts halten und die Beutetiere von den Jägern einfach gefressen werden. Jeder solle einfach so leben, wie er will. Simba übernimmt diese Sichtweise.
Unterdessen ist das Geweihte Land unter Scars tyrannischer Herrschaft zu einer trostlosen Einöde verkommen, da die Hyänen, die ihn unangreifbar machen, alle Tiere vertrieben haben. Er will Simbas Mutter Sarabi, in die er offenbar einst verliebt war, zu seiner Königin machen, doch sie lehnt entschieden ab. Nala, auch bereits erwachsen, macht sich heimlich auf den Weg, um Hilfe zu suchen. In der Oase trifft sie auf Simba, sie erkennen sich wieder und freuen sich sehr über das Wiedersehen. Nalas Aufforderung, ins Geweihte Land zurückzukehren und dort als rechtmäßiger König die Ordnung wiederherzustellen, lehnt Simba jedoch ab, da er nun die Oase mit Timon und Pumbaa als seine Heimat betrachtet. Enttäuscht verlässt Nala ihn wieder. Doch nachdem Rafiki ihm die Augen dafür geöffnet hat, dass Mufasa in ihm weiterlebt, wird sich Simba seiner Verantwortung bewusst und holt Nala auf den Weg ins Geweihte Land ein. 
An der Grenze des Geweihten Landes schließen sich ihnen Timon und Pumbaa an, die offenbar ihre Einstellung zum Leben geändert haben. Sie lenken die Hyänen-Wachtposten ab, so dass Nala die Löwinnen zusammentrommeln und Simba sich Scar stellen kann. Scar wirft Simba nun offen vor, an Mufasas Tod schuld zu sein. Es kommt zum Kampf auf dem Königsfelsen, bis Simba abrutscht und an den Vorderpfoten ebenso vor Scar über dem Abgrund hängt wie einst Mufasa. Unter ihm schlägt ein Blitz ein, ein Feuer breitet sich aus. 
Um den Moment zu genießen, gesteht Scar Simba offen, dass er Mufasa ermordet habe. Dass er aussagt, er habe Mufasa in die Augen gesehen, beweist auch den Löwinnen, dass seine vorherige Darstellung, er sei zu spät dort gewesen, eine Lüge ist. Simba kann sich an Scar festkrallen und sich so aus seiner Notlage befreien. Scar hetzt die Hyänen auf Simba und flieht. Die Löwinnen stürzen sich auf die Hyänen, woran sich auch Zazu, Timon, Pumbaa und schließlich auch Rafiki beteiligen. Shenzi wird von Nala besiegt. Simba stellt Scar auf der Spitze des Königsfelsens, wo Scar nun den Hyänen die Schuld für alles gibt. Simba verschont sein Leben und fordert ihn auf, wegzulaufen (wie einst Scar ihn selbst nach dem Tod Mufasas), doch der Kampf entbrennt von neuem, bis Scar vom Königsfelsen stürzt, wo ihn die Hyänen dafür töten, dass er ihnen die Schuld geben wollte. Regen löscht den Brand.
Nach seinem Sieg über Scar tritt Simba in die Fußstapfen seines Vaters und regiert nun an der Seite Nalas das Geweihte Land mit Weisheit, das sich bald erholt. Simba und Nala werden selbst Eltern, Rafiki präsentiert das Baby dem Volk genau so wie einst Simba.

## Produktion

### Vorproduktion
Am 28. September 2016 kündigte Disney ein Remake des Zeichentrickklassikers Der König der Löwen an, unter der Regie von Jon Favreau, welcher mit The Jungle Book bereits einen Disneyklassiker neu verfilmte. Am 13. Oktober wurde bestätigt, dass Jeff Nathanson das Drehbuch verfassen wird. Im November erklärte Favreau im Interview mit ComingSoon.net, dass die virtuelle Cinematographie-Technologie, die er in The Jungle Book verwendete, in verstärktem Maße in The Lion King verwendet werden würde. Obwohl in den Medien von The Lion King als Realfilm berichtet wurde, wird hier tatsächlich auf photorealistische Animation gesetzt. Disney bezeichnete das Projekt auch nicht als Live-Action, sondern erklärte nur, dass es dem „technologisch bahnbrechenden“ Ansatz von The Jungle Book folgen würde.

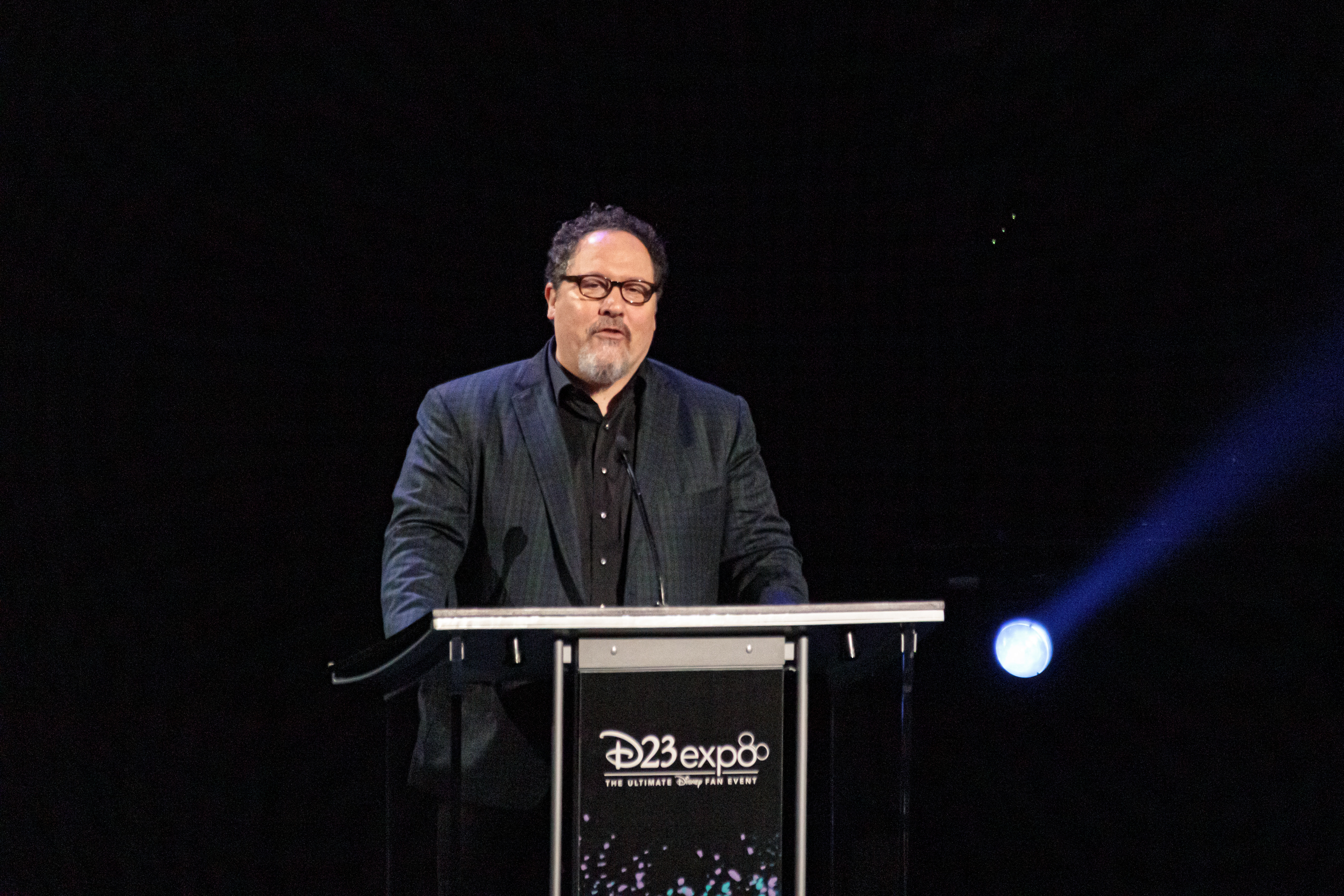
Der Regisseur des Filmes

### Stab und Besetzung

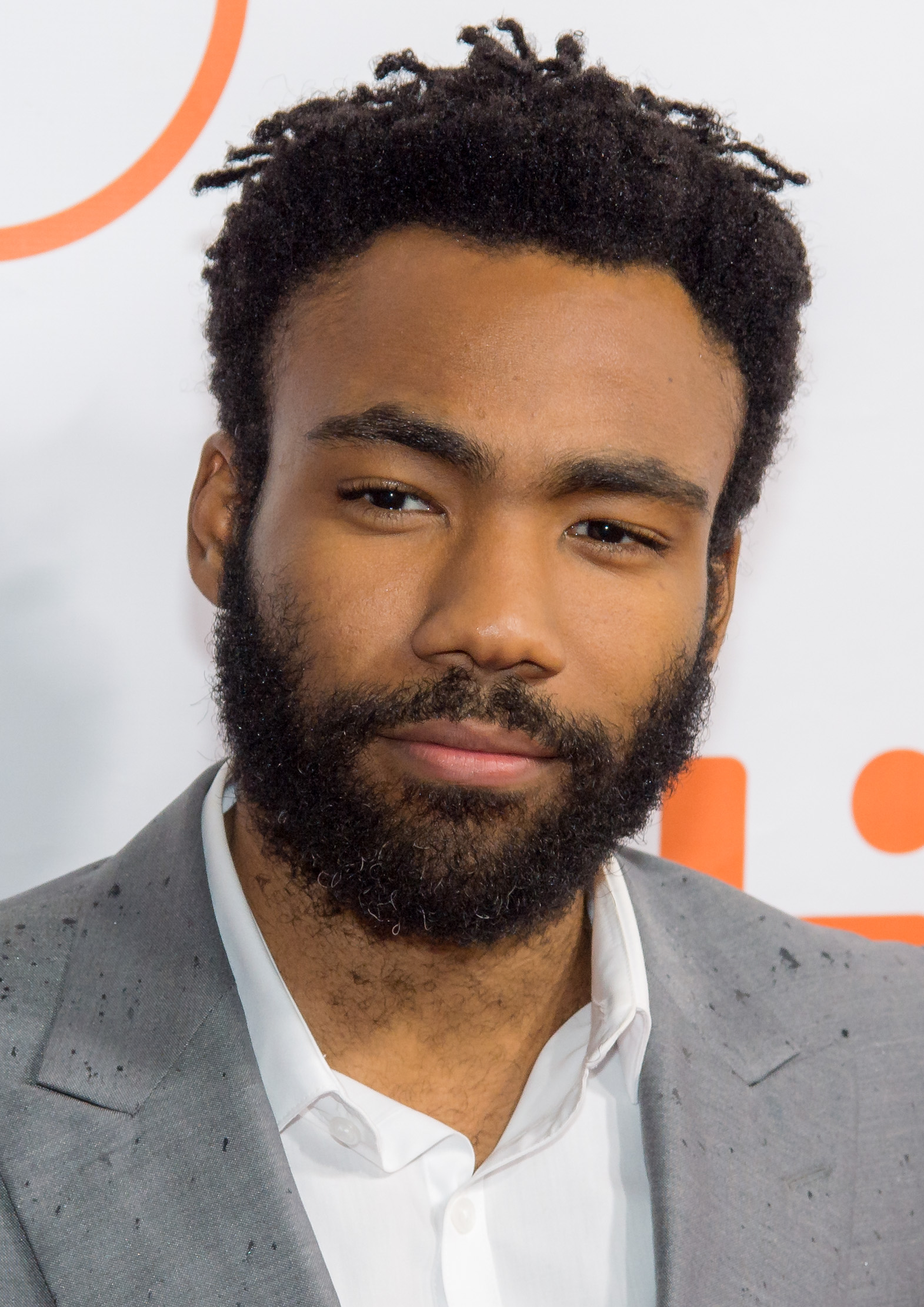
Donald Glover (2015)

Mitte Februar 2017 wurde Donald Glover als Sprecher der Hauptfigur Simba bestätigt, während James Earl Jones erneut Mufasa sprechen wird, dem er bereits im Original seine Stimme geliehen hat. Am 25. April wurde der Cast um Billy Eichner und Seth Rogen als Timon und Pumbaa erweitert. John Oliver folgte am 10. Juli als Zazu, ein Rotschnabeltoko und Mufasas Berater. Am 7. August wurde bekannt, dass Alfre Woodard als Simbas Mutter Sarabi bestätigt wurde, während John Kani dem Mandrill und Schamanen Rafiki seine Stimme leiht. Die Sängerin Beyoncé Knowles-Carter ergänzte am 1. November die Besetzung als weibliche Hauptrolle Nala und Chiwetel Ejiofor als Antagonist Scar. Weiters wirken Eric André, Florence Kasumba und Keegan-Michael Key als die Hyänen Azizi, Shenzi und Kamari, Scars Handlanger, mit und JD McCrary wird als junger Simba und Shahadi Wright Joseph als junge Nala zu hören sein.

### Filmmusik und Dreharbeiten
Wie bereits beim Originalfilm von 1994, komponierte Hans Zimmer wieder die Filmmusik. Ebenso komponierte Elton John zwei neue Songs für den Soundtrack. Fünf der Songs wurden von Pharrell Williams produziert. Spirit, der Titelsong des Films, wurde von Beyoncé gemeinsam mit IIya Salmanzadeh und Timothy McKenzie geschrieben und in der Nacht der Weltpremiere des Films veröffentlicht. Das Album für den Film selbst, auf dem Spirit enthalten ist, wurde am 11. Juli 2019 von Walt Disney Records als Download und am 19. Juli 2019 auch in physischer Form veröffentlicht. Spirit ist auch auf dem Album The Lion King: The Gift enthalten, das von Beyoncé produziert wurde.
Die Dreharbeiten begannen im Sommer 2017 auf einer Blue-Screen-Stage in Los Angeles, Kalifornien. Einzig die erste Einstellung des Filmes wurde in Afrika fotografisch aufgenommen, der Rest besteht aus 1490 gerenderten Einstellungen.

### Marketing und Veröffentlichung
Im Dezember 2017 wurden erste Fotos vorgestellt, die während der Dreharbeiten entstanden waren. Am 22. November 2018 wurden der erste Teaser-Trailer und das erste Teaser-Poster veröffentlicht. Innerhalb der ersten 24 Stunden wurde der Trailer rund 224,6 Millionen Mal aufgerufen. Dies macht ihn zum am zweithäufigsten aufgerufenen Trailer nach Avengers: Infinity War mit 230 Millionen Aufrufen (Stand 25. November 2018). Das erste offizielle Poster und ein weiterer Teaser erschienen am 24. Februar 2019 im Zuge der Oscarverleihung. Ein Hörbuch der Romanadaption (gelesen von Steffen Groth) erschien am 8. Juli 2019 bei der Hörverlag – ISBN 978-3844532968.
Die Weltpremiere erfolgte am 9. Juli 2019 im Dolby Theatre in Hollywood. Am 17. Juli 2019 soll der Film in den deutschen und zwei Tage später in den US-amerikanischen Kinos starten.

### Synchronisation
Die Synchronisation erfolgte durch die FFS Film- & Fernseh-Synchron in Berlin. Axel Malzacher schrieb das Dialogbuch und führte die Dialogregie. Die Bearbeitung der Liedtexte erfolgte durch Nina Schneider auf Grundlage der deutschen Texte von Frank Lenart aus 1994. Die musikalischen Aufnahmen und Bearbeitungen fanden in den Jamzone Studios in München unter der Leitung von Thomas Amper und Friedel Morgenstern statt.
| Rolle        | Stimme im Original     | Deutsche Synchronsprecher                          |
| ------------ | ---------------------- | -------------------------------------------------- |
| Simba        | Donald Glover          | Leonard Hohm (Sprache), Pat Lawson (Gesang)        |
| Nala         | Beyoncé Knowles-Carter | Magdalena Turba                                    |
| Azizi        | Eric André             | Björn Schalla                                      |
| Kamari       | Keegan-Michael Key     | Tim Sander                                         |
| Mufasa       | James Earl Jones       | Matti Klemm                                        |
| Nala (jung)  | Shahadi Wright-Joseph  | Kaya Luca Kruczek (Sprache), Anisa Celik (Gesang)  |
| Pumbaa       | Seth Rogen             | Daniel Zillmann                                    |
| Rafiki       | John Kani              | Friedhelm Ptok, Lawrence Sihlabeni (Xhosa)         |
| Sarabi       | Alfre Woodard          | Alexandra Wilcke                                   |
| Scar         | Chiwetel Ejiofor       | Torsten Michaelis                                  |
| Shenzi       | Florence Kasumba       | Florence Kasumba                                   |
| Simba (jung) | JD McCrary             | Ludwig Niesner (Sprache), Davit Nikalayan (Gesang) |
| Timon        | Billy Eichner          | Marius Clarén                                      |
| Zazu         | John Oliver            | Axel Malzacher                                     |

Das den Film eröffnende Lied Der ewige Kreis singt in der Synchronfassung die deutsche Sängerin Gladys Mwachiti, das amerikanische Original The Circle Of Life die Südafrikanerin Lindiwe Mkhize.

## Unterschiede zum Original
In der Neuauflage von Der König der Löwen wird die Figur eines Rüsselhündchens eingeführt, die im Film von 1994 nicht vorkam. Gesprochen wird die Rolle im Original von Amy Sedaris. Im Original heißen die drei Hyänen Shenzi, Banzai und Ed, in der Neuverfilmung Shenzi, Azizi und Kamari. Die beiden neuen Namen haben, ebenso wie Shenzi eine Bedeutung in Swahili. Während Shenzi auf Suaheli „wild“ bedeutet, ist Azizi Suaheli für „Mondlicht“ und Kamari für „mächtig“.

## Rezeption

### Kritiken
Der Film erhielt durchwachsene Reviews: Auf der Website Rotten Tomatoes hat der Film – basierend auf 422 Besprechungen – einen Beliebtheitsgrad von 52 % und eine durchschnittliche Bewertung von 5,98 von 10 Punkten. Metacritic gab dem Film anhand von 54 Kritiken durchschnittlich 55 von 100 möglichen Punkten. Während die Optik und damit die Leistung der CGI-Animatoren gelobt wird, wird insbesondere eine mangelnde Emotionalität im Vergleich zur Zeichentrickvorlage öfter kritisiert.
So schrieb Anna Wollner auf der Homepage von SWR3: „Aber trotz all der Nostalgie und den atemberaubenden Bildern, will der Funke nicht überspringen. Alles sieht perfekt aus, zu perfekt. Dabei geht vor allem eines unter: die Emotionalität. Der König der Löwen ist ein visuelles Spektakel. Nur leider ohne Herz.“ Der Film erhielt als Bewertung 3 von 5 »Elchen«.
Hingegen urteilte die Redaktion von Filmstarts.de: „So ist ihm und seinen Animatoren nun das erstaunliche Kunststück gelungen, die Tiere derart fotorealistisch darzustellen, dass Kommentatoren nach den ersten veröffentlichten Bildern zunächst noch darüber spekulierten, ob es sich beim neuen Der König der Löwen nicht womöglich doch um einen Realfilm handeln könnte. […] Bilder zum Staunen und große Emotionen verdrängen jeden Gedanken an irgendwelche CGI-Effekte, das hat schon den Zeichentrickklassiker von 1994 ausgemacht und diese Magie verströmt nun auch die Neuauflage. […] Mit großer erzählerischer Vorsicht, aber dafür umso mehr technischem Mut setzt Jon Favreau mit dem bisher besten der aktuellen Disney-Remakes neue Maßstäbe im Animationskino, ohne dabei (allzu viel) vom unerreichbaren Charme des Originals einzubüßen.“ Mit einer 4,5-Sterne-Wertung (von maximal erreichbaren 5 Sternen) wird der Film als hervorragend eingestuft.
Tjark Lorenzen auf Netzwelt.de kritisierte jedoch: „Mit Der König der Löwen bietet Disney Zuschauern fotorealistische Bilder, dabei bleibt der Film aber überraschend kalt und emotionslos. […] Letztendlich lässt einen »Der König der Löwen« schulterzuckend zurück. Vom technischen Standpunkt aus kann man dem Film nichts vorwerfen und so macht er auf der großen Leinwand auch eine ausgezeichnete Figur. Abgesehen davon sucht man aber nach dem Mehrwert dieses Remakes, das sich nichts traut und doch zu viele falsche Entscheidungen trifft.“
Und auch Filmfutter.de stellte fest: „Ein noch größeres Problem bei der Neuverfilmung ist, dass sie ihre Emotionalität zugunsten der Effekte einbüßt. Ein Zeichentrickfilm hat mehr Freiheiten bei der Animation der Emotionen in den Gesichtern der Tiere, während ihre photorealistische Darstellung in dieser Hinsicht einschränkend wirkt, sodass die Vermittlung der Gefühle noch viel mehr den Sprechern überlassen wird. Sie tun allesamt ihr Bestes, doch das Gehörte geht hier leider nicht immer Hand in Hand mit Gesehenem. Der Original-Zeichentrick sprüht nur so von großen Emotionen – Freude, Liebe, Trauer, Furcht, Lebenslust. Mufasas Tod hat mich als Kind emotional zerstört. Für all seine optischen Reize wirkt der Neuaufguss kälter und distanzierter.“ Der Film bekam 3 von 5 möglichen Sternen.
Sven Wiebeck von der Zeitschrift Cinema befand: „Zwar fehlt der actionreicheren Realverfilmung die emotionale Wucht des 94er-Originals, was an besagtem Zauber liegen mag, dafür sind Timon und Pumbaa, schon damals die Stars des Films, oftmals noch lustiger als vor 25 Jahren. […] Gut gebrüllt Favreau: Die Neuauflage des Disney-Klassikers sieht verdammt gut aus, verkommt dabei aber nicht zur Foto-Slideshow vom letzten Afrika-Urlaub.“
Mariana Jentsch urteilte auf Kino.de im Fazit ebenfalls positiv: „Die Neuauflage von Der König der Löwen ist nicht nur für Fans des Zeichentrick-Klassikers ein absolutes Muss. Mit atemberaubender CGI-Technik lässt Regisseur Jon Favreau die Welt von Mufasa, Simba und Co. zum Leben erwecken und präsentiert uns einen Disney-Klassiker auf Tierdokumentations-Niveau. Außerdem werden mit geistreichen Dialogen, emotionaler Tiefe, modernem Witz und den klassischen Disney-Songs Jung und Alt unterhalten, selbst eine gute Portion Action fehlt hier nicht. Für waschechte Disney-Fans gibt es sogar noch eine Film-Referenz als Sahnehäubchen obendrauf, aber die müsst ihr euch selbst im Kino ansehen!“
Demgegenüber erklärte auf Spiegel Online Till Kadritzke: „Das optisch faszinierende Musical um Simba hält sich strikt an den Zeichentrick-Klassiker. Doch das ist auch sein Problem. […] Faszinierend ist das, weil die mit neuester CGI-Technik lebensecht animierten Tiere tatsächlich aussehen wie in den allgegenwärtigen Naturdokus […]: Hier wird ein Zeichentrick-Klassiker im wahrsten Sinne des Wortes zum Leben erweckt. Irritierend ist diese neue Ästhetik aber auch, weil Regisseur Jon Favreau sich ansonsten strikt an die Vorlage hält. Die »echten« Tiere beginnen also zu sprechen und zu singen, […]. Das macht den neuen König der Löwen von Beginn an zu einem prekären Balanceakt, zwischen dem ernsten Naturalismus der Computeranimation und der lockeren Stimmung des Disney-Musicals, das ja gerade nicht auf Realismus hinauswill, sondern auf Exzess und Entertainment. […] Da starren sich dann zwei »echte« Löwen an, während auf der Tonspur zwei Popstars einen Hit performen. […] So verheißungsvoll der Ruf zu Beginn des Films durch die Serengeti schallte, so dissonant klingt vieles von dem, was auf ihn folgt.“

### Einspielergebnis
Die weltweiten Einnahmen des Films aus Kinovorführungen belaufen sich auf 1,66 Milliarden US-Dollar, womit er sich auf Platz 2 der erfolgreichsten Filme des Jahres 2019 befindet. In der Liste der weltweit erfolgreichsten Filme aller Zeiten befindet er sich auf Platz 10 (Stand: 31. Dezember 2024). In Deutschland verzeichnet der Film 5.641.112 Besucher, wodurch er sich auf Platz 2 der Jahres-Charts 2019 befindet.

### Auszeichnungen (Auswahl)
Art Directors Guild Awards 2020
- Nominierung in der Kategorie Animated Film[46]

British Academy Film Awards 2020
- Nominierung für die Besten visuellen Effekte (Andrew R. Jones, Robert Legato, Elliot Newman & Adam Valdez)

Cinema Audio Society Awards 2020
- Nominierung in der Kategorie Animationsfilm[47]

Critics’ Choice Movie Awards 2020
- Nominierung für die Besten visuellen Effekte
- Nominierung für den Besten Song („Spirit“)[48]

Golden Globe Awards 2020
- Nominierung als Bester Animationsfilm
- Nominierung als Bester Filmsong („Spirit“, Beyoncé)

Golden Reel Awards 2020
- Nominierung in der Kategorie Best Sound Editing: Sound Effects, Foley, Dialogue and ADR in an Animation Feature Film[49]

Grammy Awards 2020
- Nominierung als Best Pop Solo Performance („Spirit“, Beyoncé)
- Nominierung als Best Pop Vocal Album („The Lion King: The Gift“, Beyoncé)
- Nominierung als Best Compilation Soundtrack for Visual Media („The Lion King: The Songs“, verschiedene Künstler)
- Nominierung als Best Score Soundtrack for Visual Media (Hans Zimmer)

Hollywood Music in Media Awards 2019
- Nominierung als Bester Song – Spielfilm („Spirit“, Ilya Salmanzadeh, Labrinth und Beyoncé)[50]

NAACP Image Awards 2020
- Nominierung für die Beste Synchronisation (Alfre Woodard)
- Nominierung für die Beste Synchronisation (Donald Glover)
- Nominierung für die Beste Synchronisation (James Earl Jones)
- Nominierung für das Beste Soundtrack-Album (The Lion King: The Gift, Beyoncé)
- Nominierung für das Beste Soundtrack-Album (The Lion King Original Motion Picture Soundtrack)[51]

National Film & TV Awards 2019
- Auszeichnung für die Beste Darbietung in einem Animationsfilm (Beyoncé)
- Nominierung für die Beste Darbietung in einem Animationsfilm (James Earl Jones)
- Nominierung als Bester Animationsfilm[52]

Nickelodeon Kids’ Choice Awards 2020
- Auszeichnung als Beste Synchronsprecherin in einem Animationsfilm (Beyoncé)[53]
- Nominierung als Bester Animationsfilm[54]

Oscarverleihung 2020
- Nominierung für die Besten visuellen Effekte

People’s Choice Awards 2019
- Auszeichnung als Animated Movie Star of 2019 (Beyoncé)
- Nominierung in der Kategorie Movie of 2019
- Nominierung in der Kategorie Family Movie of 2019[55]

Satellite Awards 2019
- Auszeichnung als Bester Film – Animations- oder Mischfilm
- Nominierung für die Besten Visuellen Effekte (Robert Legato, Andrew R. Jones, Adam Valdez & Elliot Newman)[56]

Saturn-Award-Verleihung 2021
- Nominierung als Bester Fantasyfilm
- Nominierung als Bester Nachwuchsdarsteller (JD McCrary)
- Nominierung für die Besten Spezialeffekte (Ken Egly & Robert Legato)

Visual Effects Society Awards 2020
- Auszeichnung in der Kategorie Herausragende visuelle Effekte in einem fotorealistischen Spielfilm (Bill Westenhofer, Karen Murphy-Mundell, Guy Williams, Sheldon Stopsack & Mark Hawker)
- Auszeichnung in der Kategorie Herausragende erschaffene Umgebungen in einem fotorealistischen Spielfilm (The Pridelands; Marco Rolandi, Luca Bonatti, Jules Bodenstein & Filippo Preti)
- Auszeichnung in der Kategorie Herausragende virtuelle Kameraarbeit in einem CG-Projekt (Robert Legato, Caleb Deschanel, Ben Grossmann & Aj Sciutto)
- Nominierung in der Kategorie Herausragende animierte Charaktere in einem fotorealistischen Spielfilm (Scar; Gabriel Arnold, James Hood, Julia Friedl & Daniel Fortheringham)
- Nominierung in der Kategorie Herausragende Effektesimulationen in einem fotorealistischen Spielfilm (David Schneider, Samantha Hiscock, Andy Feery & Kostas Strevlos)[57]